# Pierre Lascoumes
 (janvier 2020).
Si vous disposez d'ouvrages ou d'articles de référence ou si vous connaissez des sites web de qualité traitant du thème abordé ici, merci de compléter l'article en donnant les références utiles à sa vérifiabilité et en les liant à la section « Notes et références ».
Pierre Lascoumes, né le 22 décembre 1948, est un sociologue et juriste français. Il est spécialiste de la sociologie de l'action publique.

## Biographie

### Jeunesse et études
Pierre Lascoumes est docteur en droit et diplômé en sociologie (Bordeaux) et criminologie (Montréal). 

### Parcours professionnel
Il a été recruté au CNRS en 1978, il est aujourd’hui directeur de recherche émérite au Centre d’études européennes de l'Institut d'études politiques de Paris.
Il a travaillé dans le domaine de la sociologie du droit et de la justice, d'abord dans une équipe de recherche du ministère de la Justice (SEPC, 1974-1985), puis comme chargé de recherches à l'université de Genève (CETEL, 1985-1989). Il s'est alors orienté vers l'analyse des politiques publiques et a été affecté dans une équipe de l'université Paris-I (GAPP, 1989-2000), puis il a intégré le CEVIPOF. Il enseigne dans le master « Politique et sociétés en Europe ». Il fait partie des réseaux européens « Déviance et société » et « Droit et société ». Actif au sein de l'IEP de Paris, il fait partie à partir de 2004 du  comité des acquisitions de la bibliothèque de Sciences Po. Il est un des animateurs du Centre Michel Foucault.
Entre 2004 et 2008, il a présidé la section 40 du Comité national du CNRS. Il a été membre du jury d’agrégation en science-politique en 2009.

## Recherches
Pierre Lascoumes travaille sur les politiques environnementales et les politiques de lutte contre la délinquance financière. Il a coordonné au CEVIPOF un ensemble d’enquêtes sur les représentations sociales de la corruption et de la probité publique. Ses travaux sur l’action publique s’attachent à la régulation des enjeux socio-techniques et il développe avec Patrick Le Galès une approche qui met l’accent sur le rôle des instruments et des technologies de gouvernement. Dans le cadre du CEE, il mène des travaux sur les origines et la mise en œuvre du règlement REACH (surveillance des produits chimiques), ainsi que sur les évolutions récentes des politiques de développement durable et de ses institutions (Grenelle, réforme des services centraux et déconcentrés du Ministère). Il coanime avec Patrick Le Galès le réseau pluridisciplinaire de Sciences-Po rEr (réseau État recomposé).

## Publications
- « Théorie et pratique de l'effectivité du droit », avec Evelyne Serverin, in Droit et Société, 2-1986[3]
- Corruptions, Presses de Sciences Po, Paris, 1999,  (ISBN 2724607732)
- Agir dans un monde incertain, avec Yannick Barthe et Michel Callon, Le Seuil, Paris, 2001,  (ISBN 202040432X)
- Daniel Borrillo et Pierre Lascoumes, Amours égales ? Le Pacs, les homosexuels et la gauche, Paris, La Découverte, 2002, 140 p. (ISBN 978-2-7071-3580-3)
- Le Capitalisme clandestin, l'illusoire régulation des places offshore, avec Thierry Godefroy, La Découverte, Paris, 2004,  (ISBN 2707141437)[4]
- Gouverner et enfermer, la prison modèle indépassable ?, codirection avec Philippe Artières, Presses de Sciences Po, 2004.
- Rapport moral sur l'argent dans le monde, avec Michel Aglietta, Thierry Godefroy et Antoine Mérieux, Association d'économie financière, 7 avril 2005.  (ISBN 2911144848)
- Décider en incertitude, les cas d'une technologie à risques et de l’épidémie d'hépatite C, codirection avec Jean-Noël Jouzel et Dorothée Landel, L'Harmattan, 2005.
- « Percevoir et juger la corruption politique », avec Philippe Bézès, in Revue française de science politique, vol. 55, n° 5-6, 2005, pp. 757–785.
- « L'action publique comprise comme gouvernementalisation de l'État », avec Pascale Laborier, in Sylvain Meyet (éd.), Travailler avec Foucault, retours sur le politique, L'Harmattan, 2005, pp. 37–60.
- Élites irrégulières, essai sur la délinquance d'affaires, Gallimard.
- Gouverner par les instruments (codirection avec Patrick Le Galès), Presses de Sciences Po, 2005.
- Sociologie de l’action publique (avec Patrick Le Galès), Paris, Armand Colin, 2007.
- Les sentinelles de l’argent sale, les banques aux prises avec l’anti-blanchiment (avec Gilles Favarel-Garrigues, Thierry Godefroy), La Découverte, 2009.
- Acting in an Uncertain World: An Essay on Technical Democracy (avec Michel Callon, Yannick Barthe), Cambridge, MIT Press, 2009.
- Gli strumenti per governare (avec Patrick Le Galès), Milano, Bruno Mondadori, 2009.
- Surveiller et punir de Michel Foucault, regards critiques, 1975-1979, (avec Philippe Artières, Jean-François Bert, Pierre Lascoumes, Pascal Michon, Luca Paltrinieri, Judith Revel, Jean-Claude Zancarini, (dir.)), Presses de l’Université de Caen, 2010.
- Favoritisme et corruption à la française, petits arrangements avec la probité, Presses de Sciences-Po, 2010.
- Une démocratie corruptible, arrangements, favoritisme et conflits d’intérêts, La république des idées, Seuil, 2011.
- Action publique et environnement, Paris, PUF, Que sais-je ?, 2012.
- Le Grenelle de l'environnement. Acteurs, discours, effets, (avec Daniel Boy, Mathieu Brugidou et Charlotte Halpern, (Dir.)), Paris, Armand Colin, 2012. Voir le communiqué de presse
- Sociologie de l’action publique, (avec Patrick Le Galès), Paris, Armand Colin, 128, Deuxième édition. 2012.
- L'Instrumentation de l'action publique Controverses, résistance, effets, (avec Charlotte Halpern et Patrick Le Galès), Paris, Presses de Sciences Po, Académique, 2014.
- Sociologie des élites délinquantes, (avec Carla Nagels), Paris, Armand Colin, 2014.
- L'économie morale des élites dirigeantes, Paris, Presses de Sciences Po, 2022.

## Prix et distinctions
- 1975 : prix Gabriel Tarde pour Prévention et contrôle social